# 志賀哲太郎
志賀哲太郎（1866年8月28日—1924年12月29日），日本熊本縣人，臺灣日治時期台中州大甲郡大甲街（今臺中市大甲區）大甲公學校教師，被大甲人譽為「大甲的聖人」，在鐵砧山立有紀念碑。

## 生平

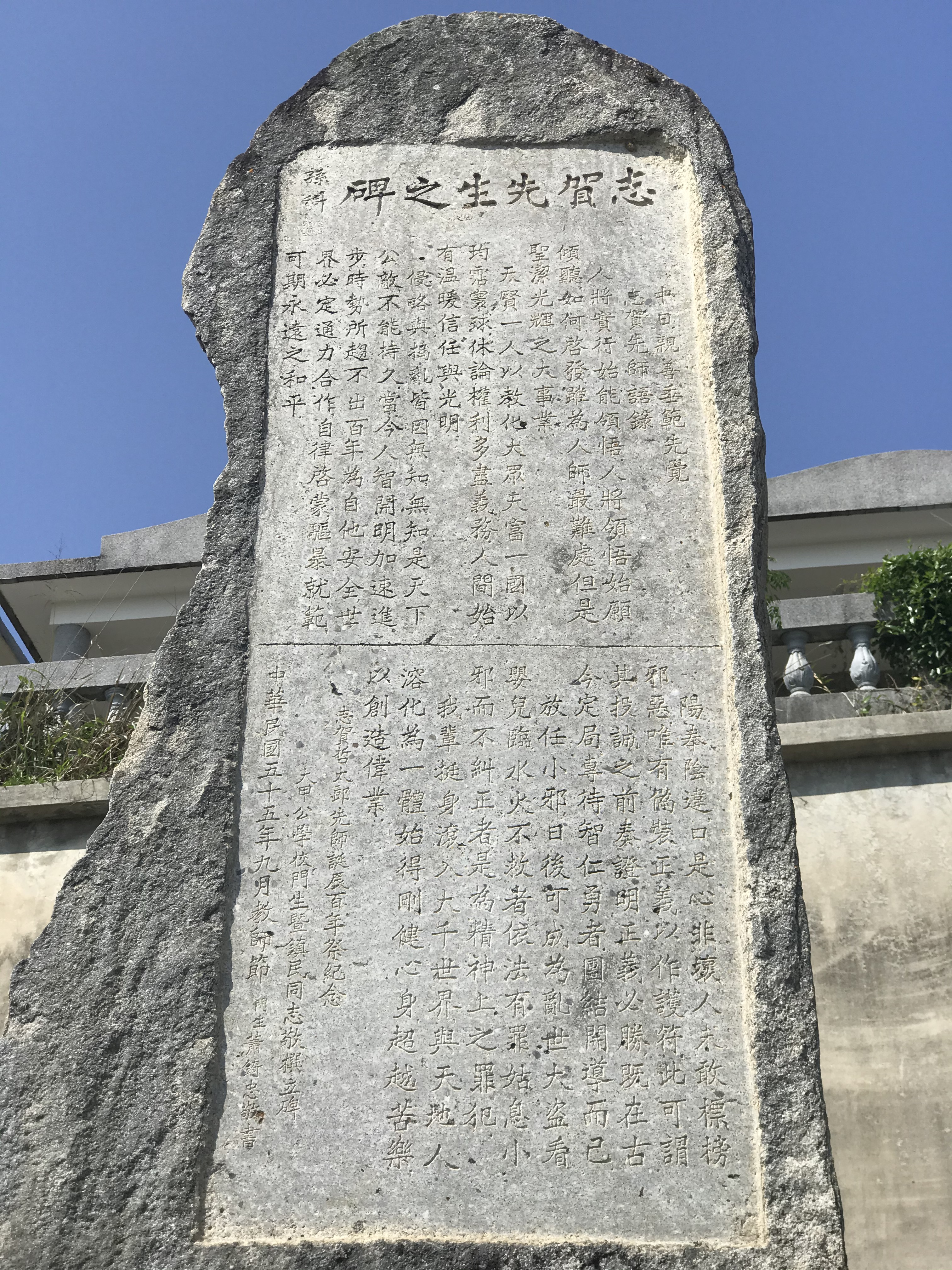
志賀哲太郎紀念碑

志賀哲太郎為1866年8月28日生於熊本縣上益城郡津森村，出身鐵匠家族，自幼讀漢學教育，二十二歲考上東京法學院，二十五歲加入熊本國權黨，與同窗濱口雄幸一起從政，後擔任九州日日新聞記者。
1896年12月，志賀哲太郎來臺灣。初期，初期他先到臺北，但不順。後他到三義伯公坑，先在三義車站附近開家小店維生，但被搶劫，而致傷殘。1899年，藉由安達謙藏向苗栗廳廳長家永恭吉郎推薦為大甲公學校（今大甲國民小學）代用教員。該年2月22日，批准任教大甲公學校。
大甲公學校早期以大甲文昌祠為教室，志賀哲太郎就居在右耳房。當時台灣對兒童教育不太熱心，他就會前往遠地的村落拜訪就學年齡孩童的家庭，拜託家長讓孩子上學，使大甲公學校的出席率與升學率是台中第一，其學生很多後來都成為各界重要人物。他教學生時常說心要有「慈悲、儉約、謙遜」。台灣省建設廳長朱江淮父親是其同事，回憶志賀老師會提供清寒學生文具、補助學費，學生患病也會去家裡慰問。曾有學生被鐵釘刺傷，他就每天背學生上、下課，直到傷好為止。原先大甲漢墊教育在1921年被迫中斷，在他努力下，於三年後恢復運作。二十六年的教學生涯，他沒有遲到、早退，而且謝絕多次升為專任教師。因他怕被升任為正式教員，就會調離大甲，這種寧願一直擔任代用教員的姿態。教學之外，他常替鄉民處理日本警察的壓迫、及苛稅等法律問題。學生吳淮水回憶老師會暗自支援臺灣青年抗日，並透露日本政府對他不滿卻無可奈何。
大正年間，志賀哲太郎學生吳淮水參加臺灣文化協會，志賀哲太郎挺身支持。1924年12月，因志賀哲太郎維護學生參加文化協會，被校長岡村正威脅提報將你解除教師資格，便在21日服務25周年慶祝會向學生訣別。同月29日清晨，志賀哲太郎到大甲溪旁的小山丘山腳水源地池邊投水自殺。墓誌銘寫他是過勞死。朱江淮表示，志賀老師因此被大甲人稱為「大甲的聖人」。

## 身後

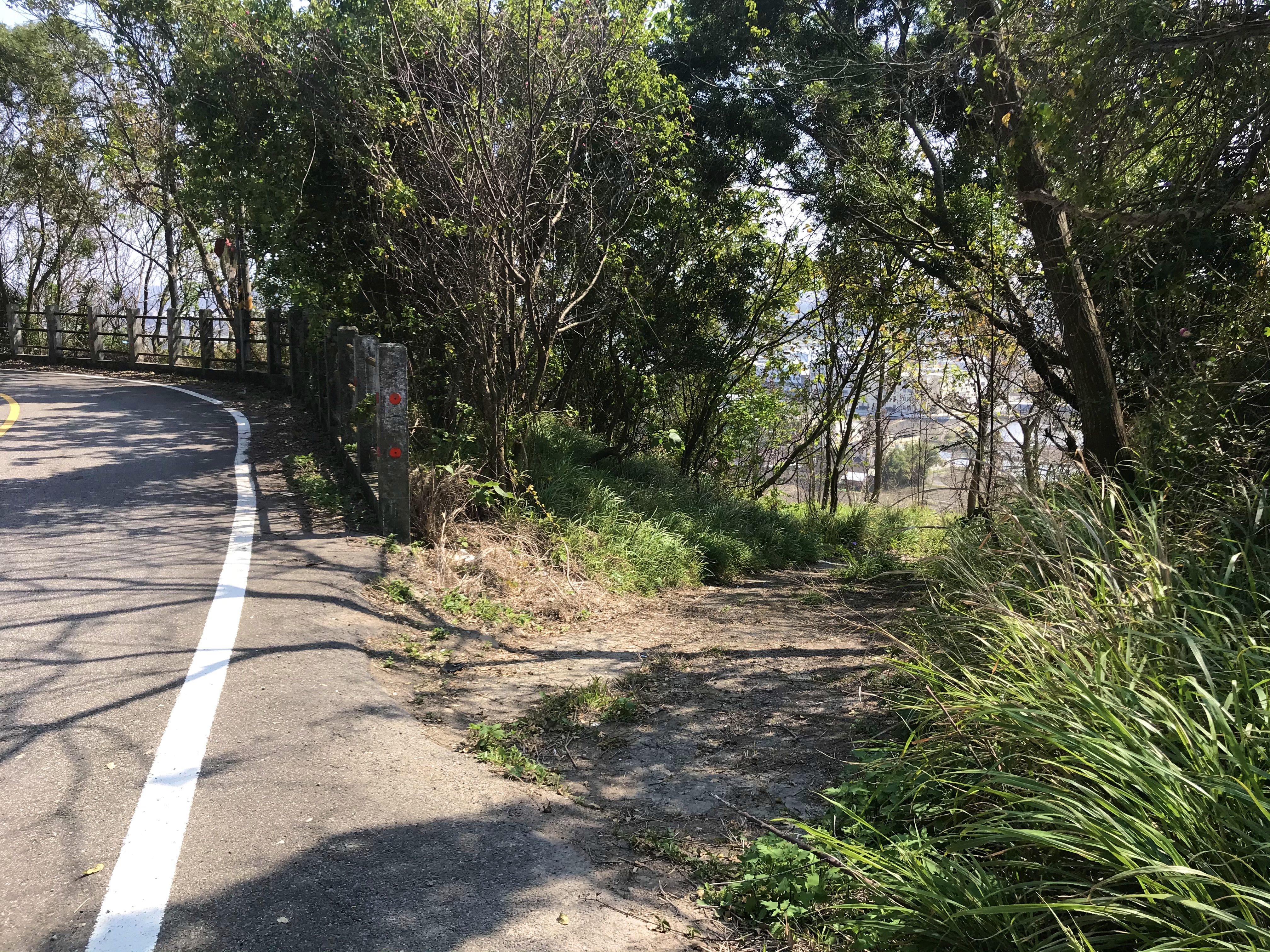
鐵砧山花園渡假山莊附近往志賀哲太郎之墓之山路

志賀哲太郎遺言是寫自己熱愛台灣，希望依台灣風俗土葬，並囑託將生前的書籍編成「志賀文庫」捐贈大甲，後來以此基礎成立圖書館，為當今大甲圖書館的前身。學生黃木村寫「青山有福埋高士，流水無情害我師」作弔詩。耆老回憶賀當年葬禮時，參與路祭的人之多，堪稱大甲有史以來空前絕後。在大甲公學校運動場舉行的葬儀非常盛大，送葬隊超過一公里，棺木通過的兩側住家門前桌上都擺著各供品。女僕島村ソデ隨後出家，亡故也葬於旁。
志賀哲太郎墓在鐵砧山南側山腹的大甲第一公墓，佔地百坪，往年門生於忌日或清明節都會前往獻上鮮花。據外地作家郭德楷在1961年的文章，墓碑是塊很大的青石，墓身全用水泥砌成，有一丈多長，四尺來高，墓前豎著兩根像日本神社的柱子，石碑上刻著「志賀先生教席之墓」，打聽才知道是墓主生前是一位受到學生尊敬、家長景仰的老師，並聽說有女兒。1966年，學生們在墓前舉行誕辰百年祭，並且在墓旁建立高四公尺的紀念碑，由當時的行政院長孫科題字。該年6月25日，朝日新聞記者來墓致敬與訪問已七旬的吳淮水。後因山土崩塌，墳墓被掩蓋，一位學生就把自己的墓蓋在志賀老師墓後上方作防沙堤。
2007年清明節時，記者已未看到人憑弔。2011年，作家陳柔縉對於臺灣人熱烈支援東日本大震災，舉例了葉石濤、吳修齊、陳五福、朱江淮等臺灣人對日治時期日本教師的懷念，認為日本教師正是臺灣人日本情結的源頭。該年末，大甲區公所有鑒於日本人會來此憑弔志賀哲太郎，就在大甲文昌祠右廂房設立其紀念室，展示遺照、相關專刊書冊及文具遺物等。大甲區公所也會為他與林春娘掃墓。

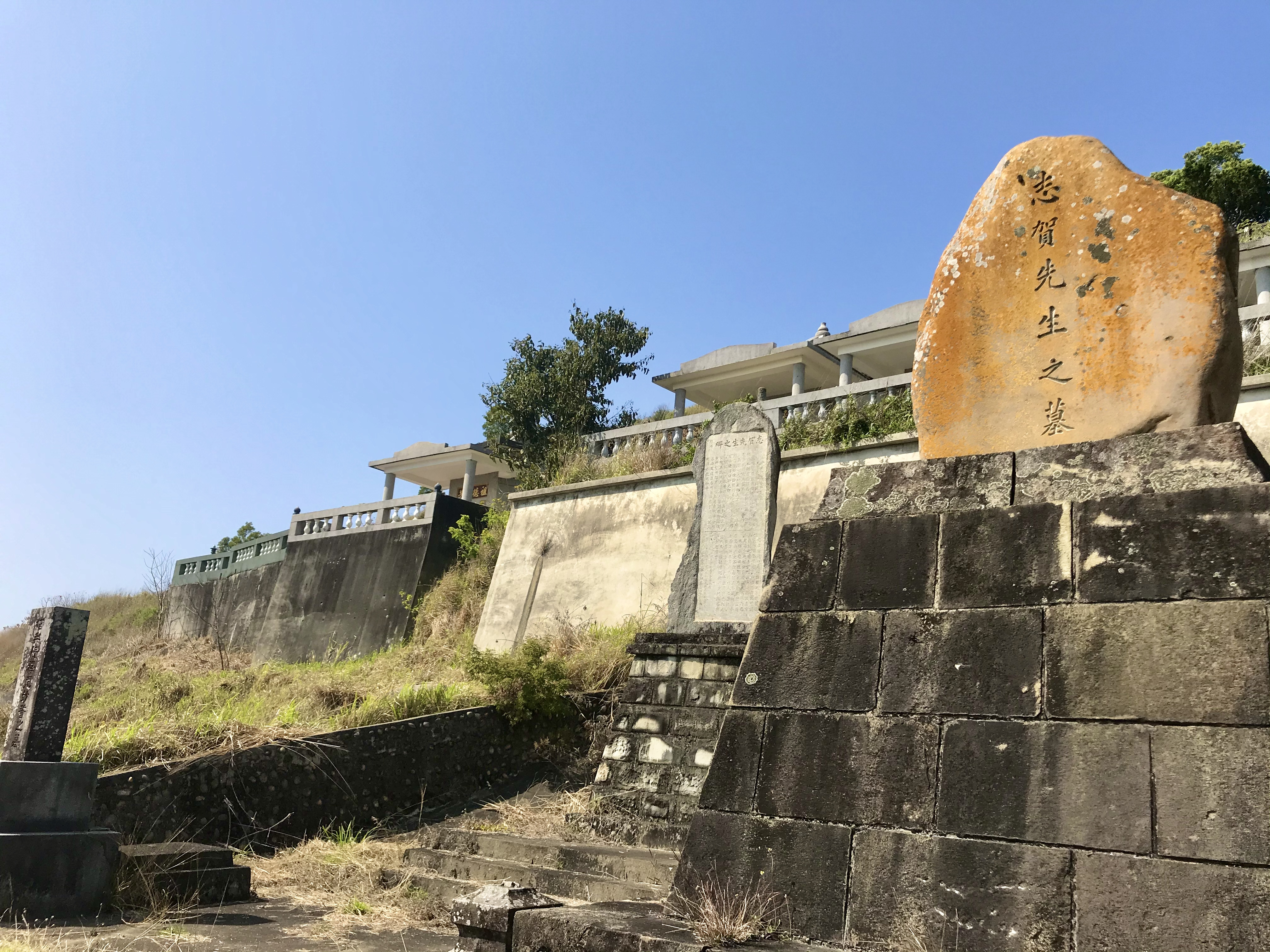
島村袖之墓、志賀哲太郎紀念碑、志賀哲太郎之墓

熊本縣有成立志賀哲太郎顯彰會，由其外孫澤田寬旨擔任會長，曾在中華民國外交部安排下於2016年2月26到27日末來志賀哲太郎墳墓祭拜、並參觀志賀紀念館，由大甲區長劉來旺等人員陪同。

## 外部連結
- 志賀哲太郎顕彰会
- 忠婢・島村ソデ墓と大甲聖人志賀先生墓 （页面存档备份，存于）